# Ilha Bridgeman

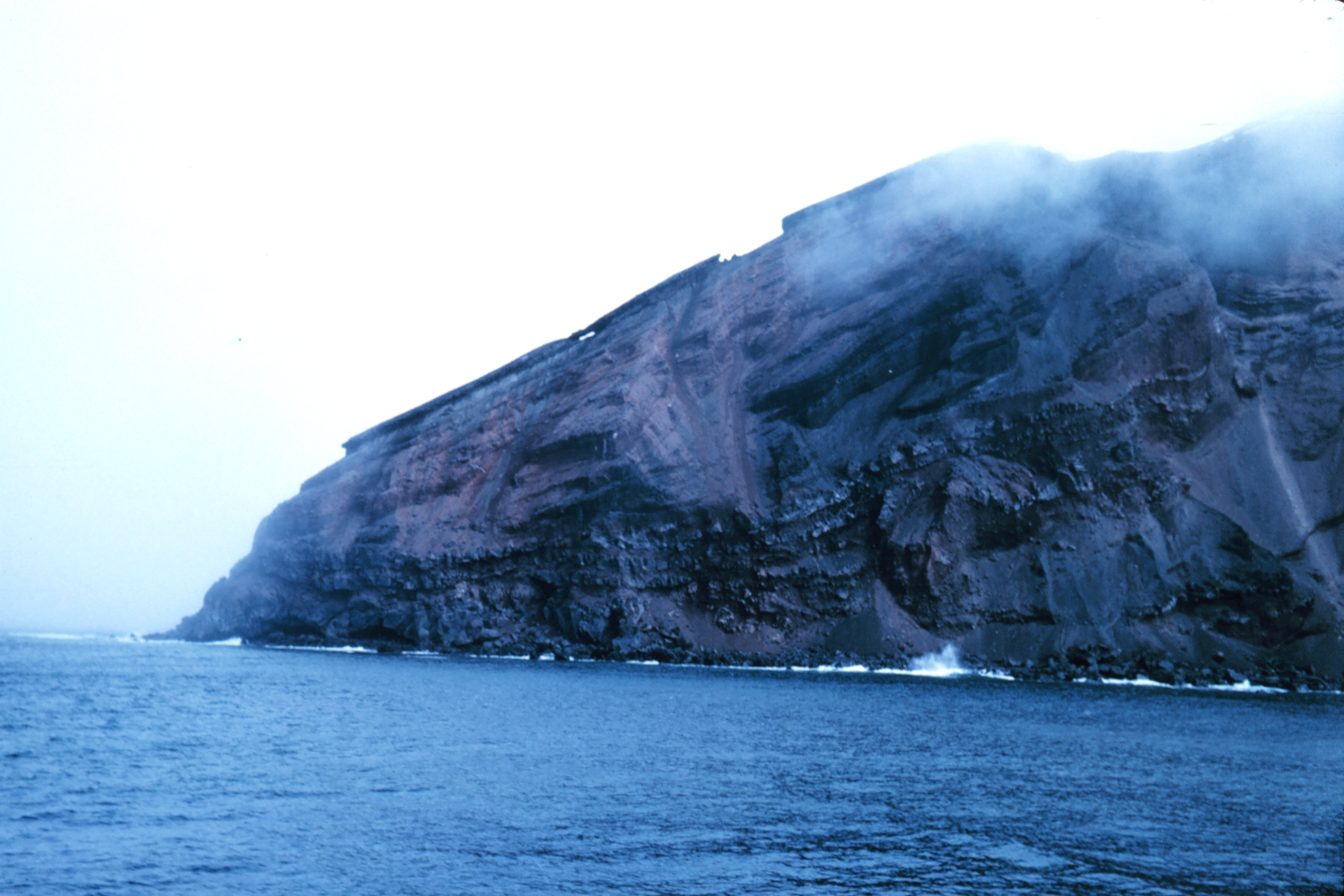
Um promontório na Ilha Bridgeman

A Ilha Bridgeman ou a Ilha de Bridgeman ou a Ilha Bridgman ou a Ilha Helena é uma das Ilhas Shetland do Sul. É uma ilha vulcânica quase circular marcada por lados íngremes, 800 m de extensão e 240 m de altitude, situada 37 km a leste da Ilha do Rei George. A Ilha Bridgeman está localizada em 62° 04′ S, 56° 44′ O e tem uma altitude de 240 m. A Ilha Bridgeman é um nome estabelecido, remontando a cerca de 1820. A Ilha Bridgeman é a remanescente de um edifício vulcânico muito maior, que agora está em grande parte submerso. O vulcão erodido não mostra características vulcânicas juvenis. Vários relatos de atividade fumarólica do século XIX podem, ao invés disso, se referir à muito mais jovem Ilha Pinguim.

## Ligações Externas
- Site com uma foto da Ilha Bridgeman